# モーニング娘。まるっと20年スペシャル!
『モーニング娘。まるっと20年スペシャル!』（モーニングむすめ まるっとにじゅうねんスペシャル）は、NHK BSプレミアムで2018年3月31日に放送されたモーニング娘。の特集番組である。ここでは、再放送版の『モーニング娘。まるっと20年スペシャル! (updated)』（ - アップデーティッド、以下『(updated)』）についても解説する。

## 概要
結成・デビュー20周年を迎えたモーニング娘。のメジャーデビュー曲から番組放送時点での最新シングルまでを、NHKの音楽番組（主に『ポップジャム』、『MUSIC JAPAN』）のアーカイブと、プロデューサーであるつんく♂のインタビューを交えて放送する番組。
2014年3月30日に放送された『モーニング娘。55スペシャル!』（以下、『55SP』）に続くNHK BSプレミアムでのモーニング娘。を特集した番組であるが、『55SP』では当時の最新シングルからデビュー曲まで遡るように紹介されていたのに対し、この番組ではデビュー曲から始まって最新曲へ進むように紹介されている。
当時のアーカイブ映像だけではなく、この番組のために新たに収録されたパフォーマンス映像も放送。
2018年5月6日（5日深夜）には、OGと現役の一部メンバーによる「娘。ウラトーク」（ステレオ解説放送による副音声）と、楽曲のアーカイブ映像を追加した『(updated)』が放送された。

## 出演者
モーニング娘。
楽曲が発売された当時のアーカイブ映像と、現役メンバーによって新たに収録されたパフォーマンス映像で出演。
『(updated)』ではOGと現役の一部メンバーが副音声の「娘。ウラトーク」を担当。
つんく♂
モーニング娘。総合プロデューサー（2014年まで）→サウンドプロデューサー（2015年より）。喉頭癌による声帯摘出後のため、インタビューはパソコンによる文字入力という形で答えている。
松岡茉優
女優。ナレーションを担当。熱烈なモーニング娘。のファンで、2016年3月20日に開催された『Hello! Project ひなフェス 2016』では、モーニング娘。'16のセンター「まゆまゆ」としてサプライズ出演を果たしている。
高山哲哉
NHKアナウンサーで、NHK放送研修センター・日本語センター所属（出向）。つんく♂のインタビュー文を朗読。つんく♂とは、東京アナウンス室在籍時に『ポップジャム』（2003年度 - 2004年度）で共同司会を務めている。

## 放送内容
デビュー曲から順に放送。特に表記がなければ楽曲が発売された当時のモーニング娘。によって披露された映像。
1. モーニングコーヒー（1998年）
2. サマーナイトタウン（1998年）
3. 抱いてHOLD ON ME!（1998年）
4. Memory 青春の光（1999年）
5. 真夏の光線（1999年）
6. ふるさと（1999年）
7. LOVEマシーン（1999年）
8. 恋のダンスサイト（2000年）
9. ハッピーサマーウェディング（2000年）
10. I WISH（2000年）
11. 恋愛レボリューション21（2000年）
12. ザ☆ピ〜ス!（2001年）
13. Mr.Moonlight 〜愛のビッグバンド〜（2001年）
14. そうだ! We're ALIVE（2002年）
15. Do it! Now（2002年）
16. ここにいるぜぇ!（2002年）
17. モーニング娘。のひょっこりひょうたん島（2003年）
  - 原曲は前川陽子とひばり児童合唱団の『ひょっこりひょうたん島』で、モーニング娘。にとっては初のカバー曲。作詞は井上ひさしと山元護久、作曲は宇野誠一郎。
18. AS FOR ONE DAY（2003年）
  - つんく♂は、この曲の紹介の際、保田圭について触れており、「保田は『歌』の面でグループを支えてくれたメンバー」と評している。
19. シャボン玉（2003年）
  - この曲についてつんく♂は、西城秀樹の「ジャガー」のオマージュであると述べている。
20. Go Girl 〜恋のヴィクトリー〜（2003年）
21. 晴れ 雨 のち スキ♡（2003年） / モーニング娘。さくら組 - 『(updated)』のみ
22. 愛の園 〜Touch My Heart!〜（2003年） / モーニング娘。おとめ組 - 『(updated)』のみ
23. 愛あらばIT'S ALL RIGHT（2004年）
24. 浪漫 〜MY DEAR BOY〜（2004年）
25. 女子かしまし物語（2004年）
26. 涙が止まらない放課後（2004年）
  - 紺野あさ美がメインボーカルおよびセンターの楽曲。つんく♂は「レコーディングに回数をかけなかったが、一度レコード会社に送ったものを『これは勘弁してくれ』と返されたので、後で聴いたところ、とんでもない歌になっていた」と述べている。
27. THE マンパワー!!!（2005年）
28. 大阪 恋の歌（2005年）
  - 矢口真里も歌唱メンバーとして参加しているが、発売前に脱退したため、矢口抜きでの収録となっている。
29. 色っぽい じれったい（2005年）
30. 直感2 〜逃した魚は大きいぞ!〜（2005年）
  - 「直感 〜時として恋は〜」のリメイク。
31. SEXY BOY 〜そよ風に寄り添って〜（2006年）
32. Ambitious! 野心的でいいじゃん（2006年）
33. 歩いてる（2006年）
  - つんく♂はこの曲を「企画色を薄めて勝負した楽曲で、『ふるさと』の進化版。『ふるさと』で描けなかった情景を描いた楽曲です」と述べている。
34. 笑顔YESヌード（2007年）
35. 悲しみトワイライト（2007年）
36. 女に 幸あれ（2007年）
37. みかん（2007年）
38. リゾナント ブルー（2008年）
39. ペッパー警部（2008年）
  - ピンクレディーのカバー曲（作詞は阿久悠、作曲は都倉俊一が担当）。
40. 泣いちゃうかも（2009年）
41. しょうがない 夢追い人（2009年）
  - つんく♂はこの曲を、「どうしようもない彼氏のことを歌っているような曲だけど、実はメンバーの心の叫びだったように思うんです」と述べている。
42. なんちゃって恋愛（2009年）
43. 気まぐれプリンセス（2009年）
44. 女が目立って なぜイケナイ（2010年）
45. 青春コレクション（2010年）
46. 女と男のララバイゲーム（2010年）
47. まじですかスカ!（2011年）
48. Only you（2011年）
  - 光井愛佳は当時足を負傷していたが、椅子に寄りかかる形で共にパフォーマンスを行った。なお、光井がNHKの番組でパフォーマンスを行ったのはこの曲が最後となった[注 1]。
49. この地球の平和を本気で願ってるんだよ!（2011年）
50. ピョコピョコ ウルトラ（2012年）
51. 恋愛ハンター（2012年）
52. One・Two・Three（2012年）
53. ワクテカ Take a chance（2012年）
54. Help me!!（2013年）
55. ブレインストーミング（2013年）
56. わがまま 気のまま 愛のジョーク（2013年）
  - 無印としてのモーニング娘。名義では最後となる楽曲。
57. 『モーニング娘。55スペシャル!』メドレー / モーニング娘。'14[注 2]
  - モーニング娘。'14 スペシャルライブ Other A-side Singles Medley

  1. 笑顔の君は太陽さ（2014年） / モーニング娘。'14
  2. 君の代わりは居やしない（2014年） / モーニング娘。'14
  3. The 摩天楼ショー（2012年） / モーニング娘。'14
  4. 君さえ居れば何も要らない（2013年） / モーニング娘。'14
  5. 愛の軍団（2013年） / モーニング娘。'14
58. What is LOVE?（2014年）
59. Password is {\displaystyle \scriptstyle \emptyset }（2014年）
60. 時空を超え 宇宙を超え（2014年）
61. TIKI BUN（2014年）
62. 見返り美人（2014年）
  - モーニング娘。初となる演歌。作詞は石原信一、作曲は弦哲也で、モーニング娘。がNHKの音楽番組で披露したオリジナル楽曲としては初となる、つんく♂が作詞・作曲に関わらない楽曲である。『NHK歌謡コンサート』からの映像で、生演奏でのパフォーマンス。
63. シャボン玉（2003年） / モーニング娘。'14 - 『(updated)』のみ
64. 青春小僧が泣いている（2015年）
65. Oh my wish!（2015年）
66. スカッと My Heart（2015年） - 『(updated)』のみ
67. 雨の降らない星では愛せないだろう?（2009年） / モーニング娘。'15[注 3] - 『(updated)』のみ
68. One and Only（2015年）
69. One Two Three (updated)（2013年） / モーニング娘。'15 - 『(updated)』のみ
70. Tokyoという片隅（2016年） / モーニング娘。'17
  - 映像は2017年12月に収録されたもの。14人体制[注 4]で披露している。
71. 泡沫サタデーナイト!（2016年）
  - 『うたコン』の映像で、生演奏でのパフォーマンス。赤い公園の津野米咲が作詞と作曲を手掛けている。
72. そうじゃない（2016年）
  - つんく♂はこの曲のことを「『決めつけ』に対する反発の曲」と述べている。
73. ジェラシー ジェラシー（2017年）
  - 映像は2017年12月に収録されたもの。佐藤優樹と14期メンバーの森戸知沙希も参加[注 5]。
74. 邪魔しないで Here We Go!（2017年）
  - 『バナナ♪ゼロミュージック モーニング娘。20周年特集つんく語っちゃいましたSP』からの映像。OG[注 6]を前に楽曲を披露した。
75. 若いんだし!（2017年）
76. モーニングコーヒー（20th Anniversary Ver.）（2018年） / モーニング娘。'18[注 7]
  - モーニング娘。20th（初期メンバー5人[注 8]とモーニング娘。'18によるコラボレーションユニット）の楽曲だが、初期メンバー5人は参加せず、現役メンバー13人で披露。
77. ENDLESS SKY（2015年） / モーニング娘。'18
  - 番組のフィナーレを飾る楽曲。現役メンバー13人で披露。

## 再放送版『(updated)』

### 娘。ウラトーク（副音声）
『(updated)』で追加されたモーニング娘。のOGと現役の一部メンバーによる「娘。ウラトーク」（ステレオ解説放送による副音声）。
20年間を6つに分けて2人1組で担当。序盤は楽曲がフルコーラスで披露されていたため1曲あたりの時間が長く、担当する年数が短くても放送時間に差はない。
1998年・1999年・2000年
飯田圭織、矢口真里が担当。
2001年・2002年・2003年・さくら組・おとめ組
吉澤ひとみ、辻希美が担当。
2004年・2005年・2006年・2007年
高橋愛、新垣里沙が担当。
2008年・2009年・2010年・2011年・2012年
道重さゆみ、田中れいなが担当。
2013年・『モーニング娘。55スペシャル!』メドレー・2014年
譜久村聖、石田亜佑美が担当。
2015年・2016年・2017年・2018年
小田さくら、牧野真莉愛が担当。

### 追加された楽曲
『(updated)』で追加された楽曲のアーカイブ映像。
モーニング娘。さくら組のパフォーマンス
2003年9月に放送された『ポップジャム』より。「晴れ 雨 のち スキ♡」（2003年）を披露。
モーニング娘。おとめ組のパフォーマンス
同じく2003年9月に放送された『ポップジャム』より。「愛の園 〜Touch My Heart!〜」（2003年）を披露。
道重さゆみの『MUSIC JAPAN』でのラストパフォーマンス
2014年10月に放送された『MUSIC JAPAN』より。道重がモーニング娘。として初めて参加した「シャボン玉」（2003年）をモーニング娘。'14として披露。石川梨華のセリフ部分は道重が担当。
『スカッと My Heart』を披露
2015年8月22日に放送された『ヒャダインの"ガルポプ!"』のテレビ放送作品『ガルポプ!ワンダーランド〜いまキてる!激アツ女子の2015・夏』より。「スカッと My Heart」（2015年）を披露。
広島で楽曲を披露
2015年8月4日に放送された『いのちのうた』より。「雨の降らない星では愛せないだろう?」（2009年）をモーニング娘。'15として披露。
鞘師里保のラストパフォーマンス
2015年12月に放送された『MUSIC JAPAN』より。「One Two Three (updated)」（2013年）をモーニング娘。'15として披露。